# Théorie du neurone

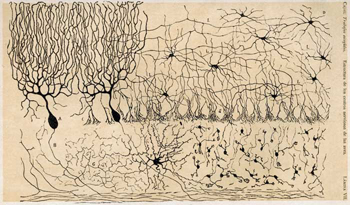
Dessin de la main de Ramón y Cajal de cellules cerebelleuses de poulet, tiré de Estructura de los centros nerviosos de las aves, Madrid, 1905.

La théorie du neurone désigne la notion devenue fondamentale que les neurones sont les unités structurelles et fonctionnelles de base du système nerveux. Cette théorie fut d'abord formulée par Santiago Ramón y Cajal et fut complétée à la fin du XIXe siècle par Heinrich Wilhelm Waldeyer. Ce dernier proposa le mot « neurone » pour désigner les cellules nerveuses.
Selon cette théorie, les neurones sont des entités fonctionnelles autonomes (et non fusionnées en un maillage) et des unités métaboliques distinctes comportant un corps cellulaire (soma), un axone et des dendrites. La « loi de polarisation dynamique » décrit en outre la transmission des signaux dans les neurones comme unidirectionnelle, des dendrites vers les axones.

## Historique
Avant que la théorie du neurone ne fut reconnue, il était généralement admis que le système nerveux était constitué d'un maillage fusionné ne comportant pas de cellules isolées.
Selon cette théorie dite « réticulaire », les corps cellulaires des neurones avaient pour fonction principale de fournir la nourriture au système. En effet, bien que la théorie cellulaire eut été formulée depuis les années 1830, la plupart des scientifiques ne pensaient pas qu'elle pouvait s'appliquer aux tissus nerveux.

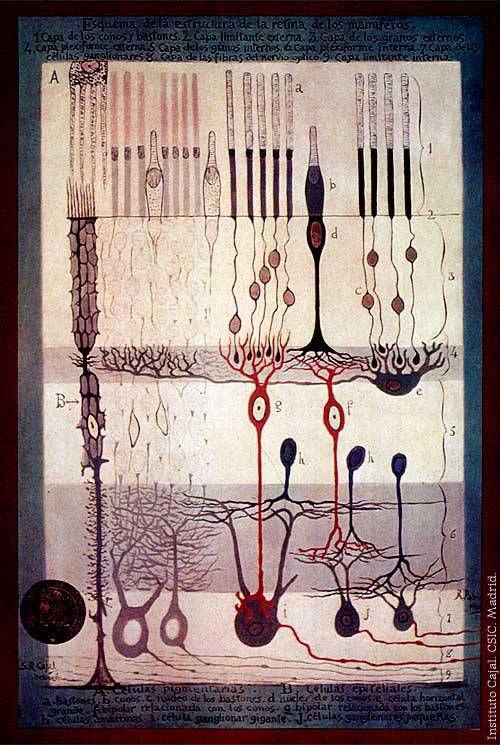
Dessin de Ramón y Cajal, extrait de Structure de la rétine des mammifères Madrid, 1900.

La réticence manifestée d'abord pour valider la doctrine du neurone était due en partie à l'insuffisance de l'instrumentation, les microscopes de l'époque n'étant pas assez puissants pour révéler clairement les limites des cellules nerveuses. Avec les techniques de coloration cellulaire alors utilisées, un fragment de tissu nerveux apparaissait sous le microscope comme une toile complexe dans laquelle les cellules étaient difficiles à individualiser. Les neurones ont un grand nombre de prolongements, et une cellule peut à elle seule comporter des ramifications parfois longues et complexes. Il peut de ce fait être difficile d'identifier une cellule isolée si celle-ci est associée étroitement à de nombreuses autres cellules.
C'est ainsi qu'un progrès décisif intervint à la fin des années 1880, quand Santiago Ramón y Cajal utilisa pour visualiser les neurones la coloration argentique mise au point par Camillo Golgi. Cette technique, qui utilise une solution d'argent, ne colore qu'une cellule parmi environ une centaine, ce qui permet de l'isoler visuellement. De plus, la coloration marque uniformément à la fois le corps cellulaire et l'ensemble de ses prolongements. Il put être ainsi prouvé que chaque cellule nerveuse est une entité séparée au lieu d'appartenir à un ensemble fusionné. Toutefois, la coloration était inefficace sur les fibres entourées de myéline, et Ramón y Cajal dut la modifier et ne l'utiliser que sur des échantillons de cerveaux jeunes, moins myélinisés. Moyennant quoi il put observer distinctement les neurones et leurs prolongements et en produisit des dessins de grande qualité tels que celui figurant ci-contre.
En 1891, un article rédigé par Heinrich Wilhelm Waldeyer, partisan de Ramón y Cajal, contribua à discréditer la théorie réticulaire et précisa la « doctrine du neurone ».
Golgi et Ramón y Cajal se virent récompensés ensemble, celui-ci pour sa technique de coloration et celui-là pour la découverte qu'elle lui permit de faire par le prix Nobel de physiologie ou médecine en 1906. Golgi ne se prononça pas avec certitude sur le fait que les neurones fussent ou non fusionnés, et dans son discours de réception du prix, il défendit la théorie réticulaire. Lorsque vint le tour de Ramón y Cajal de prononcer son propre discours, il contredit la position de Golgi et exposa sa théorie du neurone, qui fut dès lors admise.

## Actualisation de la théorie du neurone
La théorie du neurone reste un principe central des neurosciences modernes. De récentes études ont toutefois mis en évidence des exceptions notables et les connaissances sur le fonctionnement des neurones ont pu être complétées comme suit :
1. Les synapses électriques sont plus abondantes dans le système nerveux central qu'on ne le pensait d'abord. Ainsi, dans certaines parties du cerveau, les neurones, au lieu de fonctionner comme des unités individuelles, peuvent être actifs simultanément et former de vastes ensembles destinés à traiter l'information neurale[5]. Les synapses électriques ou gap junctions permettant aux molécules de passer directement entre les neurones,: il s'agit donc bien d'une connexion de cytoplasme à cytoplasme.
2. Les dendrites, à l'instar des axones, possèdent des canaux ioniques commandés par le voltage et peuvent générer des potentiels électriques se propageant dans les deux sens, vers le soma ou en provenance de celui-ci. Cela remet en question l'idée que les dendrites ne seraient que de simples récepteurs passifs de l'information et les axones les seuls émetteurs. Ces données suggèrent par ailleurs que le neurone n'agit pas seulement de manière élémentaire, mais que des opérations complexes peuvent aussi se produire en son sein[6].
3. Le rôle des cellules gliales dans le traitement de l'information neurale est maintenant mieux connu. Les deux principaux types cellulaires dans le système nerveux central sont les neurones et les cellules gliales, ces dernières étant environ dix fois plus nombreuses que les neurones. En 2007, des résultats expérimentaux chez le rat ont suggéré que les astrocytes périsynaptiques jouent un rôle important dans la formation de nouvelles synapses[7].
4. Enfin, des recherches récentes ont abouti à la révision de l'idée ancienne selon laquelle la neurogenèse, c'est-à-dire la production de nouveaux neurones, ne pouvait être observée dans le cerveau des mammifères adultes. On sait maintenant que le cerveau adulte crée continuellement de nouveaux neurones dans l'hippocampe et dans une zone reliée au bulbe olfactif. Il a été démontré que la neurogenèse est tributaire de l'environnement (par exemple, l'exercice, l'alimentation, l'interaction avec l'entourage), liée à l'âge, régulée par un certain nombre de facteurs de croissance et interrompue par le stress lié à la survie[8],[9]. Des chercheurs de Princeton, Charles Gross et Elizabeth Gould, ont même suggéré qu'une neurogenèse dans le néocortex pouvait survenir après la naissance, dans des zones du cerveau impliquées dans les fonctions cognitives[10]. Les conclusions de ces auteurs ont toutefois été battues en brèche par plusieurs études bien contrôlées menées par l'équipe de Pasko Rakic, l'auteur de hypothèse initiale selon laquelle la neurogenèse chez l'adulte est limitée à l'hippocampe et au bulbe olfactif[11],[12],[13]. Rakic fait notamment remarquer que les travaux du groupe de Princeton n'ont pas pu être reproduits par plusieurs autres groupes.

### Source
- (en) Cet article est partiellement ou en totalité issu de l’article de Wikipédia en anglais intitulé « Neuron doctrine » (voir la liste des auteurs).